# Marie du Sacré-Cœur Bernaud

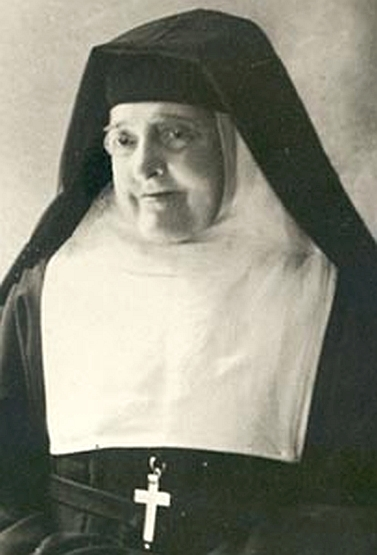
Marie du Sacré-Cœur Bernaud

Marie du Sacré-Cœur Bernaud (* 28. Oktober 1825 in Besançon, Frankreich als Marie-Constance Bernaud; † 3. August 1903 in Bourg-en-Bresse, Frankreich) war eine französische römisch-katholische Ordensschwester aus dem Orden von der Heimsuchung Mariens. Sie war Gründerin der Ehrenwache des Heiligsten Herzens Jesu. Für sie wird ein Seligsprechungsprozess angestrebt.   

## Leben
Marie-Constance Bernaud wuchs mit ihrer Familie in Besançon im Département Doubs als ältestes von acht Kindern auf. Ihre religiöse Sozialisation wurde wesentlich in einer Phase der politischen und religiösen Restauration im nachrevolutionären Frankreich geprägt. Während Bernauds Vorgängergeneration nur wenig substantiellen Religionsunterricht erhalten hatte und kaum mit katholischen Gebetsformen vertraut waren, konnten ihre christlichen Erzieher vom Erstarken des Einflussbereichs der katholischen Kirche im öffentlichen, kulturellen und liturgischen Leben Frankreichs profitieren. In der Spätphase der Restauration geboren, fiel ihre Jugendzeit bereits in die Julimonarchie; insgesamt erlebte sie fünf verschiedene französische Regierungssysteme mit ihren Auswirkungen auf die römisch-katholische Kirche in Frankreich.      
Obwohl Bernaud Sehnsucht nach einem Ordensleben verspürte, musste sie mit 16 Jahren auf Druck ihres Vaters Monsieur Thieulin heiraten. Die Ehe mit dem 28-jährigen Mann blieb kinderlos und war von Problemen gekennzeichnet. Jedoch konnte sie ihren Mann vor seinem Tod 1846 zur religiösen Umkehr bewegen. Die 21-jährige Witwe widmete sich, von Exerzitien im Orden von der Heimsuchung Mariens in Bourg-en-Bresse inspiriert, nun ihrem religiöses Ideal. Am 25. November 1849, bereits während der Zweiten Französischen Republik, begann sie ihr Noviziat unter dem Ordensnamen Marie du Sacré-Cœur (Maria vom Heiligsten Herzen) im Kloster von der Heimsuchung Mariens in Bourg-en-Bresse. Im April 1851 legte sie die zeitlichen, am 7. Juni 1862 ihre ewigen Gelübde ab.
Im Anschluss daran unterrichtete sie im ordenseigenen Pensionat, wo Bernaud zu einer beliebten Lehrerinnen avancierte; die Schüler nannten sie „Schwester der reinen Liebe“. Der Grundstock für ihre mystische Herz-Jesu-Verehrung wurde 1855 gelegt, als sie von einer schweren Krankheit geheilt wurde. Bernaud schrieb die Genesung einer Novene zu, die sie zum Heiligsten Herzen Jesu und zu Margareta Maria Alacoque gebetet hatte. Dieses Gebetswerk wird als eine geistige Verbundenheit zwischen Bernaud und der Spiritualität Alacoques, die erst 1864 durch Papst Pius IX. seliggesprochen wurde, gedeutet. Resultat der Gebeterhörung war der Entschluss Bernauds, ihre Herz-Jesu-Verehrung zu viertiefen, aus der später eine immerwährende Form der Anbetung entstand.
Am 7. Juni 1862 vollzog Bernaud mit ihrem Kloster in Bourg-en-Bresse den Weiheakt an das Herz Jesu. Im März 1863 sah sie in einer Vision eine zifferblattartige Drehscheibe, in der Mitte das Herz Jesu mit den Worten „Ehre, Liebe, Sühne“, umgeben von den einzelnen Stunden des Tages. Sie entnahm dieser Vision, dass jede Stunde für eine Person bestimmt war. Während dieser Stunde sollte die Person zur Ehre des Herzen Jesu beten; umgekehrt konnten in dieses Gebet auch bestimmte Personen eingeschlossen werden. Auf Antrieb Bernauds fertigten die Ordensschwestern ein Zifferblatt und hefteten darauf die Visitenkarten der Klostergäste sowie den Namen jeder Mitschwester. Die Gesamtheit der Anbeter sollten eine Art Ehrenwache bilden. Zusammen mit ihrem Kloster verbreitete Bernaud diese Andacht in den anderen Niederlassungen des Ordens. Ende 1863 pflegten bereits 112 Klöster der Salesianerinnen diese Gebetsform, woraus sich die Ehrenwache des Heiligsten Herzens Jesu entwickelte.
Am 9. März 1864 bestätigte der Bischof des Bistums Belley, Pierre-Henri Gérault de Langalerie (1810–1886), die religiöse Gebetsgemeinschaft als kanonisch anerkannte Bruderschaft. Nach kurzer Zeit bat eine wachsende Zahl von Personen um Aufnahme in die „Drehscheibe“ (fr.: cadran). Neben Bischof de Langalerie, der ebenfalls Mitglied der Ehrenwache wurde, förderten viele Bischöfe und Kardinäle Bernauds Gebetswerk und gewährten Ablässe. Nach der Seligsprechung von Margareta Maria Alacoque im September 1864 trat auch  Papst Pius IX. der Ehrenwache bei.
Ab September 1864 wurden auch Laien in die Ehrenwache aufgenommen. Die Leitung der stark wachsenden Ehrenwache entwickelte sich dadurch zu einer Belastung für die Ideale eines beschaulichen Ordens und seiner Klausur. Aus diesem Grund zog sich Bernaud ab 1864 von den außerklösterlichen Angelegenheiten der Gebetsgemeinschaft zurück und betraute Marie de Jésus Deluil-Martiny, die sie bei Exerzitien in ihrem Kloster kennenlernte, mit dieser Funktion. Deluil-Martiny setzte die entscheidenden Schritte für die Etablierung und Ausweitung der Ehrenwache, weshalb sie auch als „eifrigste Vertreterin“, stellenweise auch zusammen mit Bernaud als die Gründerin angesehen wird.
Nach ihrem Rückzug widmete sich Bernaud wieder ihren klösterlichen Aufgaben. Sie starb am 3. August 1903 in ihrem Kloster und wurde auf dem Friedhof in Bourg-en-Bresse bestattet.

## Seligsprechungsprozess
Derzeit wird ein Seligsprechungsprozess für Marie du Sacré-Cœur Bernaud angestrebt. Als Unterstützer gelten neben dem Bistum Belley-Ars, das Kloster der Salesianerinnen in Warschau sowie die in Paray-le-Monial ansässige Garde d'honneur du Sacré-Cœur.